# Picuí
Picuí is een gemeente in de Braziliaanse deelstaat Paraíba. De gemeente telt 19.359 inwoners (schatting 2009).